# Tine Smedegaard Andersen
Tine Smedegaard Andersen (født 3. september 1964) er forlagsdirektør og forhenværende kulturdirektør i Danmarks Radio.

## Baggrund og uddannelse
Hun er datter af cand.jur. Jens Smedegaard Andersen og cand.theol. Lisbeth Inge Smedegaard Andersen og søster til erhvervsmanden Nils Smedegaard Andersen. Tine Smedegaard Andersen har en uddannelse som cand.theol. fra Århus Universitet i 1991.

## Karriere
Fra 1992 til 1996 var hun redaktør i Gyldendals Bogklub. Herefter blev hun centerleder i Dansk Litteraturinformationscenter, indtil hun i 1999 skiftede til jobbet som marketingschef i Gyldendal. Fra 2006 til 2012 var hun administrerende direktør for Gyldendals datterforlag, GB-forlagene A/S, som i 2007 skiftede navn til Rosinante&Co A/S.
I 2012 blev hun koncerndirektør i Gyldendal og havde ansvaret for de afdelinger, der retter sig mod det private bogmarked. Her var hun, indtil hun i 2014 blev kulturdirektør på Danmarks Radio.
Som kulturdirektør og medlem af DR's direktion fra 2014 til 2018 havde Tine Smedegaard Andersen det strategiske ansvar for DR's skabende og kulturformidlende afdelinger på tværs af radio, TV og dr.dk. Hun var således ansvarlig for DR's kulturprogrammer, musikradio, DR Drama, DR Event og DR Koncerthuset. Tine Smedegaard Andersen sad ved roret, da DR i 2017 sendte dokumentarserien Historien om Danmark, som gennemgår Danmarks historie fra stenalderen og frem til moderne tid. Første sæson af serien havde omkring 1 millioner seere ved hvert afsnit, og anden sæson vakte en større offentlig debat om, hvad der egentlig er de vigtigste begivenheder og personligheder i Danmarks historien. Tine Smedegaard Andersen har ligeledes haft ansvaret for den kommende dokumentarserie Grænselandet om genforeningen af Sønderjylland, der vises i 2020 i anledningen af 100-året for genforeningen.
Tine Smedegaard Andersen er fra den 1. april 2019 direktør for forlaget People's Press. Hun er desuden formand for Nationalmuseets Museumsråd.